# Васадзе, Хурие Османовна
Хурие Османовна Васадзе (1926 год, село Аламбари, Кобулетский район, Аджарская АССР, Грузинская ССР — 1 июня 1984 года, село Аламбари, Кобулетский муниципалитет, Грузия) — колхозница колхоза имени Андреева Кобулетского района, Аджарская АССР, Грузинская ССР. Герой Социалистического Труда (1949). Депутат Верховного Совета Грузинской ССР 3-го созыва.

## Биография
Родилась в 1926 году в крестьянской семье в селе Аламбари Кобулетского района (сегодня — Кобулетский муниципалитет). После окончания местной начальной школы с 1939 года трудилась рядовой колхозницей на чайной плантации в колхозе имени Андреева Кобулетского района.
В 1948 году собрала 6080 килограмм сортового зелёного чайного листа на участке площадью 0,5 гектара. Указом Президиума Верховного Совета СССР от 29 августа 1949 года удостоена звания Героя Социалистического Труда за «получение высоких урожаев сортового зелёного чайного листа и цитрусовых плодов в 1948 году» с вручением ордена Ленина и золотой медали «Серп и Молот» (№ 4518).
Этим же Указом званием Героя Социалистического Труда были также награждены труженицы колхоза имени Андреева Асие Реджебовна Гогитидзе, Эмине Мевлудовна Месхидзе, Назико Хусеиновна Хвичия, Фадима Ахмедовна Шарашидзе.
За выдающиеся трудовые результаты по итогам работы за 1949 год была награждена вторым Орденом Ленина.
Избиралась депутатом Верховного Совета Грузинской ССР 3-го созыва (1951—1955).
Проживала в родном селе Аламбари Кобулетского района. С 1982 года — персональный пенсионер союзного значения. Скончалась в 1984 году.
Награды
- Герой Социалистического Труда
- Орден Ленина — дважды (1949; 19.07.1950).